# The Defender
The Defender ist ein US-amerikanischer Actionfilm aus dem Jahr 2004. Die Hauptrolle verkörpert Dolph Lundgren, der bei diesem Werk ebenfalls Regie führte.

## Handlung
Lance Rockfort ist ein Elitesöldner. Er hat den Auftrag, die Sicherheitsberaterin des US-Präsidenten, Roberta Jones, bei einem Treffen mit Jamar, dem meistgesuchten Terroristen der Welt, zu beschützen. Allerdings wissen weder er, noch seine Crew, mit wem sich Jones dort in Bukarest trifft. Während des Treffens wird die Gruppe von Unbekannten angegriffen. Im Zuge der Rettungsaktion findet Rockfort heraus, mit wem sich die Sicherheitsberaterin getroffen hat. Im Laufe des weiteren Films wird eine Verschwörung gegen die Vereinigten Staaten aufgedeckt, die nur auf diesem Weg hat aufgeklärt werden können.

## Hintergrund
- The Defender ist Dolph Lundgrens Regiedebüt.
- Der Film wurde in Deutschland direkt auf DVD veröffentlicht.
- Bei dieser internationalen Koproduktion hat der Deutsche Till Fuhrmann das Kostümbild gestaltet und den Film bei der Vorbereitung in London (England), sowie bei den Dreharbeiten in Rumänien begleitet.

## Kritiken
„Eindimensionales Action-Spektakel mit und von Dolph Lundgren als gealterter Held, der noch einmal die Muskeln spielen lässt und die Welt vom Bösen befreit.“